# Graach an der Mosel
Graach an der Mosel è un comune di 671 abitanti della Renania-Palatinato, in Germania.

Appartiene al circondario (Landkreis) di Bernkastel-Wittlich (targa WIL) ed è parte della Comunità amministrativa (Germania)|comunità amministrativa (Verbandsgemeinde) di Bernkastel-Kues.